# 片上
片上（かたかみ）は、岡山県備前市にある地区である。かつての和気郡片上町（かたかみちょう）に相当する。東片上（ひがしかたかみ）・西片上（にしかたかみ）の大字からなり、同市の中心市街にあたる。東片上は同市の市役所所在地。
東片上・西片上はそれぞれ近世には和気郡東片上村・西片上村であった。江戸時代、西片上は、岡山藩公認の在町のひとつで、港町・宿場町として繁栄した。
人口は3347人（男性1651人、女性1696人）、世帯数は1646世帯（ともに2021年1月1日現在）。
郵便番号は、東片上が705-0022（備前郵便局管区）、西片上が705-0021（備前郵便局管区）。

## 概要

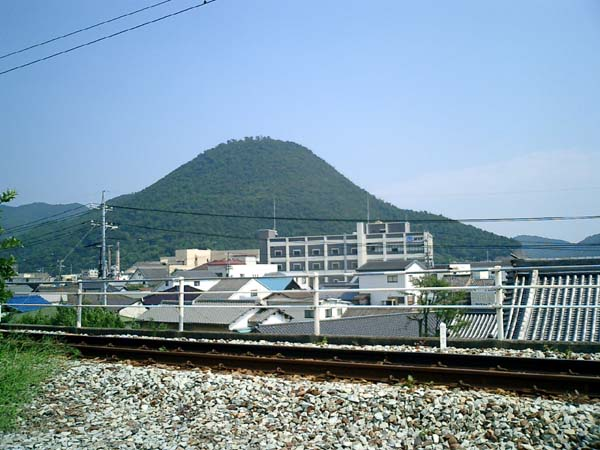
片上市街

国道2号が東西に走り、JR赤穂線の駅が西片上駅と備前片上駅と2つあり、ターミナルとなるバス停もある。商業施設は西片上が中心となり、その中心に片上商店街がある。しかし現在はシャッター商店街となりつつあり、商業の中心はマックスバリュやエディオンといった大型駐車場をそなえた郊外型の店舗にとって変わられつつある。
街の南側には備前港があり、港に沿って工業地帯となっている。国道2号より北は丘陵地となっており、住宅地や商業地はほとんど国道2号線の南側にある。
市の中心市街にあたり、片上湾の奥に位置。片上湾は水深の浅い湾ではあるが、古代から内海航路の要港として「かたかみ」の名が文献にもあらわれ、美作国の貢納稲をこの港まで運搬して船送りしていた時代もある。古くは東片上・西片上と分かれておらず、「片上」として一つの村であった。現在のように西と東に分かれたのはいつからか定かではないが、江戸時代にはすでに東西に分かれていた。
現在、東片上西部に市役所が置かれているが、商業など経済面での中心は近世よりずっと西片上であった。第1次備前市が発足するまで、備前町および前身の片上町（片上村）の役場も西片上にあった。
当地、特に西片上には寺社が多く、宇佐八幡宮、恵美須神社、真言宗真光寺、浄土宗大長寺、日蓮宗法鏡寺、一向宗正覚寺などがあり、真光寺本堂および三重塔は室町時代の建築で、国指定重要文化財。 また他にも浦上国秀が居城した富田松山城跡、本陣小国家（一部）などの史跡が残っている。

## 地勢
南面は片上湾、他三方は山地に囲まれ、湾と山地の間に平地がある。東片上は山に挟まれた東西に細長い大渕川の扇状地があり、元はの田畑が多い農村地であった。西片上は前述の通り古くから港町で、また宿場町でもあり、商業が盛んであったが、北部から南流し片上湾に注ぐ流川の中流沿いの狭い平地は農地であった。
山岳
- 茶臼山
- 高山
- 観音寺山
- 前山
- 富田松山

河川
- 大渕川
- 流川

海域
- 片上湾

## 沿革

### 歴史
片上は古くは多様な表記がされ、「かた」は「片」の他「方」「潟」「形」「肩」など、「かみ」は「上」の他に「神」などの字を用いたが、天正年間から片上の使用が多くなった。
平安時代の貞観17年（875年）12月、備前国司藤原保則が任期を終えて京へ帰る途中、従者を待つため和気郡方上津に舟を入れて滞在した記事が『大日本史』の保則伝に見える。
山陽道が三石から片上を通るように路線を変えたのは鎌倉時代の末期か、南北朝のはじめといわれるが、鎌倉時代初期には片上を通っていたという説もある（中世山陽道）。
戦国時代になると、天正10年（1582年）3月、備中高松へ出陣する羽柴秀吉は浦伊部の豪族法悦（来住家の先祖）の屋敷に宿泊し、帰路には片上から夜半舟に乗って赤穂に急ぎ、ここから陸路姫路城へ帰っている。
江戸時代に入り、主要街道に宿場が整備されると西片上村には本陣、脇本陣、問屋などが定められた。また、備前岡山藩の蔵屋敷が設けられ、和気郡一円と邑久郡東北部の年責米を収納した。収納米の一部は地元の問屋（和泉屋）が引き受けて売却し、大部分は片上港から船積みして大坂の備前屋敷に送った。西片上村は岡山藩領下の公式な在町として許され、商人の町筋をつくった。
『吉備温故秘録』に、西片上村、岡山京橋まで6里7町、船路13里、高462石2斗1升、田畑40町1反5畝13歩、家数 436軒、男女1980人、池5ヶ所、海船33艘があげられ、御米蔵があるとし、産物として、毛抜、しらも、イイダコを記している。また東片上村は、岡山京橋まで6里21町、船路13里、高610石6斗4升,田畑71町8反5畝9歩、家数147軒、男女823人、池16ヶ所をあげている。
中世の山陽道は西片上から浦伊部を通り伊部へ向かっていたが、近世山陽道（西国街道）は、葛坂を越えるように路線が変えられた。東片上の街道端にというところに藤茶屋という茶店があったとされる。
明治22年6月1日、西上村と東片上村とが合併して片上村を新設し、西片上に村役場を置く。同34年2月12日、町制を施行し片上町に改称。
大正12年2月には片上鉄道が開通。山陽本線和気駅を経て勝田郡（現久米郡）柵原鉱山に達する鉄道輸送が始まり、片上港（現備前港）が陸海を結ぶ要衝となるとともに、品川白煉瓦岡山工場などの大企業が湾岸に進出、片上は著しく工業地的精彩を加える時代をむかえた。
昭和26年4月1日、和気郡伊部町と合併して同郡備前町を新設、同30年3月31日に付近の町村を編入、同46年4月1日、同郡三石町と合併して備前市を新設し、東片上に市役所を構えた。平成17年に旧備前市・和気郡日生町・吉永町が合併し、新しい備前市が新設されるが、引き続き同市役所が使用されている。
かつては米、麦を主とする農産物を筆頭に、耐火煉瓦などの工業製品、水産物を主要産物にしていた。
平成3年7月1日、片上鉄道が廃止となった。
2020年（令和2年）には備前市役所の新庁舎が開庁した。

### 年表
| 年月日          | 出来事                                                                                             | 備考 |
| --------------- | -------------------------------------------------------------------------------------------------- | ---- |
| 貞観17年12月    | 藤原保則が帰京の途中に方上津に滞在。                                                               |      |
| 天正12年2月     | 羽柴秀吉が、備中高松攻めの後、片上津より出航。                                                     |      |
| 明治22年6月1日  | 町村制施行により、和気郡西片上村・東片上村が合併して同郡片上村を新設。西片上に役場を設置。         |      |
| 明治34年2月12日 | 和気郡片上村が町制を施行し、同郡片上町に改称。                                                     |      |
| 大正12年2月     | 片上鉄道が開通し、西片上に片上駅が開業する。                                                       |      |
| 昭和26年4月1日  | 片上町が和気郡伊部町と合併して同郡備前町を新設。役場を西片上に設置。                               |      |
| 昭和30年3月31日 | 備前町が和気郡伊里町・香登町・鶴山村・邑久郡鶴山村を編入。                                         |      |
| 昭和46年4月1日  | 和気郡備前町・三石町とが合併して備前市（旧）を新設。市役所を東片上に設置。                         |      |
| 平成17年3月22日 | 旧備前市・和気郡日生町・吉永町が合併し、備前市（新）を新設。東片上の旧備前市役所を新市役所とする。 |      |

## 人口・世帯数等
2021年現在。
| 地区     | 世帯数 | 男女人口 | 男性人口 | 女性人口 | 備考 |
| -------- | ------ | -------- | -------- | -------- | ---- |
| 東片上   | 1047   | 1086     | 1043     | 2129     |      |
| 西片上   | 599    | 565      | 653      | 1218     |      |
| （総計） | 1646   | 1651     | 1696     | 3347     |      |

## アルファビゼン

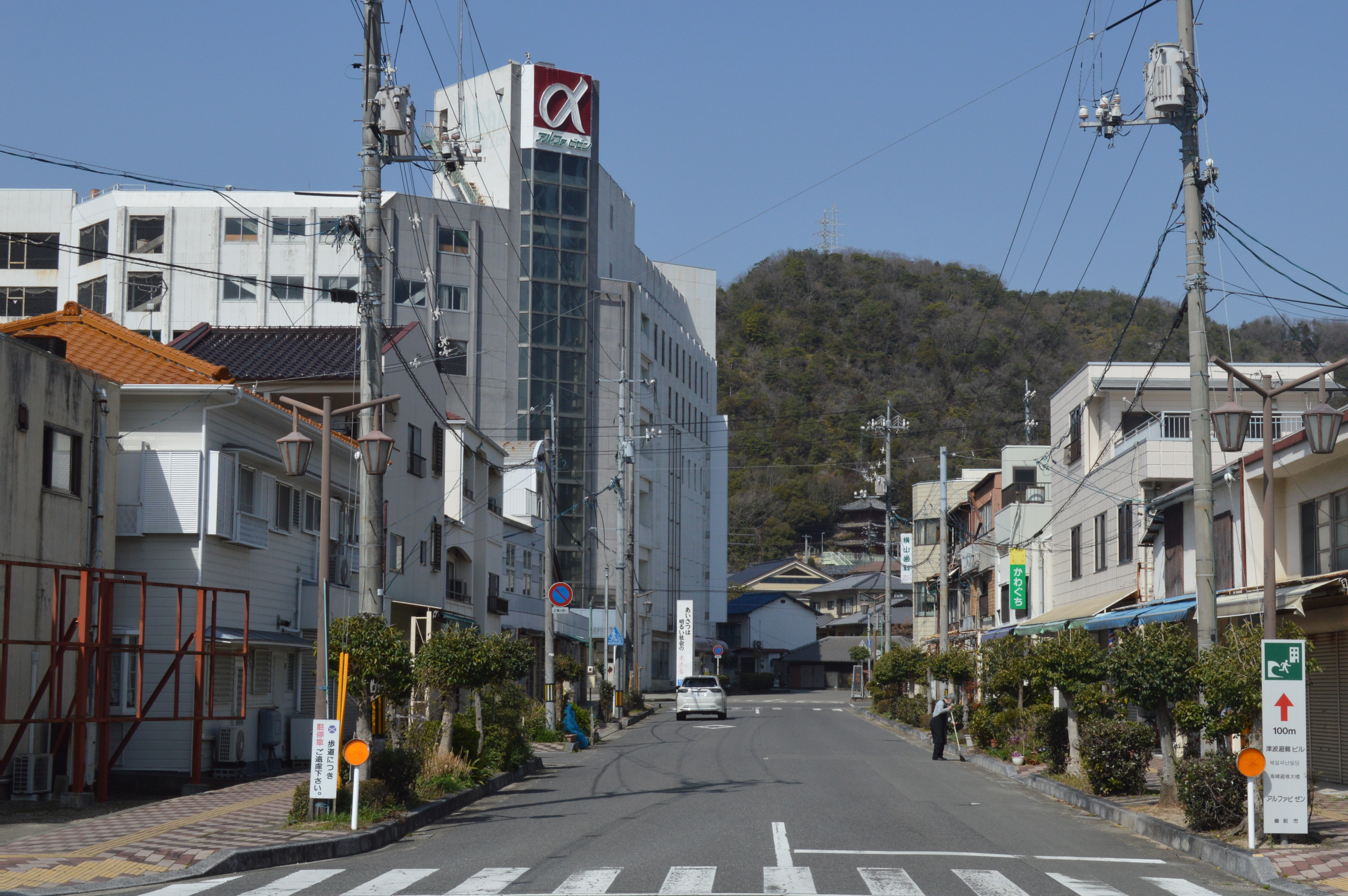
アルファビゼン

当地の西片上の片上商店街に中心市街地活性化の起爆剤として1984年10月に大型商業施設「アルファビゼン」（旧天満屋ハピータウン備前店）が開業した。建物は7階建て、うち地下1階〜4階が店舗、5〜7階+屋上が駐車場となっていて、テナントとしてマクドナルド、銀座ジュエリーマキといった全国展開するテナントもはいっていたが、地域限定の店舗も多くはいっていた。一時は県外からも集客するなどし、備前市のシンボル的存在ともなっていたが集客が低迷し2002年2月に核テナントの天満屋ストアが撤退。さらにその約半年後には管理会社も破産して閉店した。解体費用は5億円強と試算された。
同施設を解体するべきかが問題となっていたが、2008年（平成20年）3月31日、備前市とNPO法人片上まちづくりの間で賃貸借契約が行われ、建物はNPO法人片上まちづくりの管理下となった。 この賃貸借契約は、年間360万円の賃料で、保守修繕改修等すべての経費をNPOが負担し、賃貸契約解除の後に、解体費用の5億円強を賃借人が負担し、更地にして備前市に返還するというものである。
アルファビゼンの問題は沈静化していたが、2009年（平成21年）9月29日に賃借人であるNPOが運営の行き詰まりを理由として当該不動産の返還を市側に申し入れを行い、同年年末をもって返還した。市側は上記契約の解体費用の負担をNPO法人片上まちづくりとその連帯保証人に対して行うような姿勢を示した。
2012年3月には真庭市の超硬合金製品メーカーのアロイ工業が施設を賃借、リチウムイオン電池の製造工場とする計画を提案。市と協議をすすめていたが、施設改修費が1億円程度かかると見込まれることから、同社が市へ改修費の全額補助を求めたため、市は全額補助は困難として協議中止を同年4月23日に通知、5月7日に正式に協議中止を公表した。その後は津波避難場所という名目で残されており、地元住民からは跡地の有効利用を求める声が挙がっていた。

### アルファビゼン跡地の再開発
備前市は2020年にアルファビゼン跡地に整備する「まちづくり拠点施設」に関する基本構想をまとめ、「屋外イベント広場」「バス停」など五つの共通機能を持たせた3案を発表し、この時点では秋までに1案に絞り込んだ後、2020年度内に実施設計に着手。23年春のオープンを目指していた。
2021年春の市長選挙で当時の現職を破って市長に再就任した吉村武司は同年6月17日の備前市議会で基本計画を2021年度中に見直す方針を明らかにし、新たな計画の中身については検討中とした。11月24日の市議会で吉村は上層部を部分解体して再利用する減築案も選択肢とする考えを明らかにし、従来の全面解体案と比較しながら来年3月までに方針を固める事を明らかにした。このうち、減築案では駐車場として使われていた地上5 - 7階部分を撤去したうえで、1 - 4階を改装、省スペース化して再利用する。市民センター（西片上）内の中央、片上両公民館を移設するほか、新設を目指す医療・福祉系の専門学校の誘致などを検討している。一方の全面解体案では基本的に従来計画を踏襲し、両公民館の移設などを想定している。吉村は先の記者会見で「完全解体か、一部を残す減築かを議員や市民の意見を聞きながら判断したい」と述べていた。
翌2022年に備前市は同建物を7階建てを4階建てに減築した上で市民交流施設として整備する計画を発表した。
備前市が発表した計画では交流広場・公民館などを整備したうえで2022年度中に実施設計を行い、2023度末までの完成を目指すとしていた。
その後2023年9月12日から翌2024年9月末まで部分解体工事が行われた後に、同年10月から改修工事が行われ、2025年8月1日に「備前市学びと遊びの健康プラザ ビーテラス」として開館している。

## 主要施設

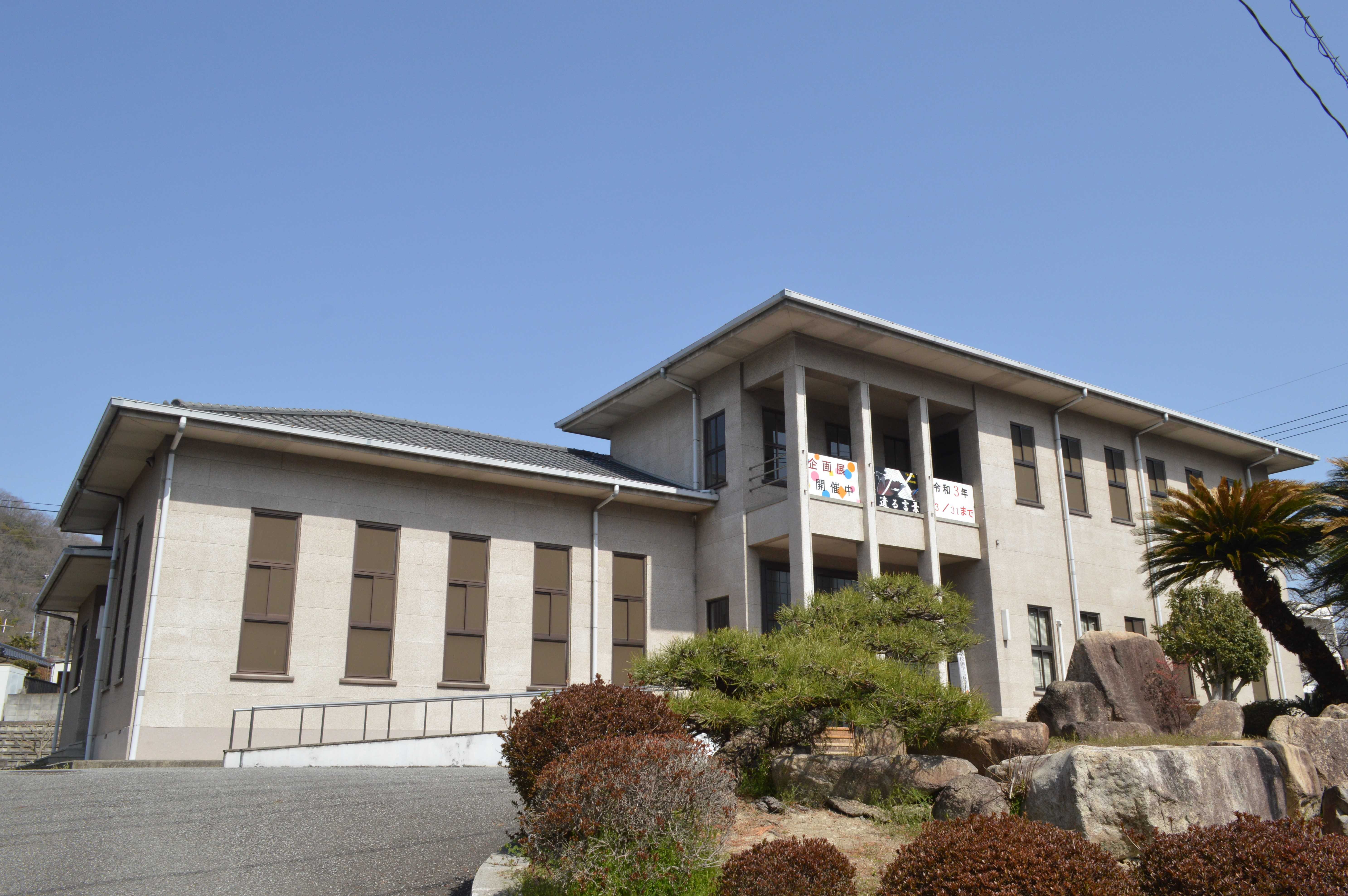
備前市歴史民俗資料館

### 東片上
公的施設
- 備前市役所
  - 同分庁
- 岡山地方法務局備前支局
- 和気公共職業安定所備前出張所
- 備前市歴史民俗資料館

福祉施設
- 備前市立片上保育園

郵便局
- 大渕簡易郵便局

金融機関
- 中国銀行片上支店

交通機関
- JR備前片上駅

一般企業・商店
- 朝日新聞
- 品川リフラクトリーズ岡山工場
- 梶田礦業運輸
- 総合粉化
- 品川窯材
- 備前コンクリート工業
- ニッタイ
- コーワン
- 岡山ダイハツ備前店
- ベスト電器クサカ備前店
- 玉泉酒造　解体されました
- 備前商工会館

神社仏閣
- 荒神社
- 天神宮
- 大師堂
- 法鏡寺
- 天理教東洋徳分教会
- 天理教片上港分教会
- 天理教東和気分教会
- 創価学会

### 西片上
公的施設
- 備前市立図書館
- 市民センター
- 片上公民館
- 東備消防組合消防本部
- 備前市学びと遊びの健康プラザ ビーテラス

教育施設
- 備前市立片上小学校
- 備前市立片上幼稚園
- 備前市立片上高等学校
  - 潮陽会館
- 岡山県立備前緑陽高等学校

医療・福祉施設
- 木村医院
- 頼実耳鼻咽喉科医院

郵便局
- 備前郵便局

金融機関
- トマト銀行片上支店
- 備前日生信用金庫片上支店・片上中央支店

交通施設
- JR西片上駅
- 備前港

一般企業・商店
- NTT西日本備前電話交換所
- 山陽折込広告センター
- クリスタルリンクスゴルフクラブ　運営会社が倒産・営業はしていない
- 東洋マリーン
- 岡山セラミックスセンター
- 藤原運送
- 岡山鉱油
- 岡山白精社
- エディオン備前店
- マックスバリュ備前店
- フォーティセブンリカーズ備前店
- セリア備前店
- ディスカウントドラッグコスモス
- ゲオ片上店
- 片上商店街

公園施設・史跡
- 茶臼山公園
- 富田松山城跡
- 片上本陣小国家跡

神社仏閣・その他宗教施設
- 宇佐八幡宮
- 恵美須神社
- 自性院
- 花蔵院
- 真光寺
- 正覚寺
- 伏見稲荷講社備前支部
- 金光教片上教会
- 天理教和香豊分教会
- 天理教道ヶ丘分教会
- 天理教道平和布教所
- 大慧会教団備前道場
- 香登教会片上伝道所

他
- 宗家藤間流舞踊研究所
- 地域生活センターパレット

## 交通
道路
- 国道2号
- 国道250号
- 国道374号

鉄道
- JR赤穂線
  - 西片上駅
  - 備前片上駅

バス
- 岡山方面（宇野バス）
  - 片上発⇒伊部駅・香登駅・八日市・平島・中尾・長岡団地・兼基・二本松・国富・表町BC経由岡山駅行
- 日生方面（備前バス）
  - 片上発⇒ナダ・日生駅・日生病院・寒河経由福浦峠行